# Harriet Selin
Harriet Ann-Brigit Selin, född den 4 februari 1911 i Stockholm, död den 14 november 2005 i Malmö, var en svensk operasångerska (mezzosopran).
Harriet Selin var dotter till komminister Olenus Selin. Efter avslutade skolstudier studerade hon sång för Haldis Isene och scenisk framställningskonst för Liva Järnefelt och innehade 1934–1938, 1939–1940 och 1945–1946 det norska Edvin Ruudstipendiet. Efter ett års vistelse i Berlin 1938–1939, där hon bedrev studier i scenisk framställning vid Staatsoper för Iréne Edén och rollinstudering för R. Reuther, var Selin engagerad vid Staatstheater Schwerin 1939–1940 och vid Hessisches Landestheater i Darmstadt 1940–1944. Under den tiden gav hon även gästspel i olika orter i Tyskland. Efter återkomsten till Sverige gästspelade hon på Kungliga Teatern 1945 och 1947 som Amneris i Aida och Azucena i Trubaduren. Hon uppträdde i Konsertföreningen i Stockholm och Malmö orkesterförening samt i Oslo Filharmoniske Selskab. På Malmö stadsteater utförde hon Carmen och Giulietta i Hoffmanns äventyr. Från 1949 var hon engagerad vid operan i Düsseldorf. Bland hennes roller märks Amastris i Händels Xerxes, Arminda i Mozarts Gärtnerin aus Liebe, Verdis Ulrika, Maddalena och Eboli, ett flertal Wagnerroller som Brangäne, Magdalena, Erda, Fricka och Waltraute, Nancy i Martha samt huvudrollerna i Zoltán Kodály Spinnstube och Wilhelm Petersens Der goldene Topf. Hon vilar på Östra kyrkogården i Göteborg.